# Svinišće
Svinišće je naselje u Splitsko-dalmatinskoj županiji. 

## Zemljopis
Nalazi se podno Omiške Dinare, sa sjeverne strane.

## Upravna organizacija
Gradsko je naselje grada Omiša po upravnoj organizaciji, iako je od samog naselja Omiša udaljeno nekoliko kilometara. 
Po poštanskoj organizaciji, pripada poštanskom uredu u Kučićima.

## Povijest
Spominje se 1315. u povelji, kojom hrvatski knez Juraj Šubić iz grada Klisa priznaje Breljanima, Rogožđanima, Svinišćanima i Kučićanima iste povlastice kao i ostalim pripadnicima ondašnje omiške komune.

## Stanovništvo
Većinsko i jedino autohtono stanovništvo ovog mjesta su Hrvati. Naselje ima pad broja stanovnika.
| broj stanovnika | 234   | 450   | 385   | 370   | 458   | 486   | 707   | 845   | 608   | 612   | 629   | 495   | 266   | 180   | 126   | 98    | 87    |
|                 | 1857. | 1869. | 1880. | 1890. | 1900. | 1910. | 1921. | 1931. | 1948. | 1953. | 1961. | 1971. | 1981. | 1991. | 2001. | 2011. | 2021. |

## Poznate osobe
- Velimir Terzić, hrvatski političar i intelektualac, humanist, politički uznik i liberal